# Robert Huskisson
Robert Huskisson (1820-1861) est un peintre féerique anglais de l'ère victorienne, qui a réalisé peu d'œuvres et s'inspire du théâtre pour réaliser ses deux peintures les plus célèbres : Come into these yellow sand en 1846 et The Midsummer's Night Fairies en 1847.